# 小行星25413
小行星25413（25413 Dorischen）是一颗绕太阳运转的小行星，为主小行星带小行星。该小行星于1999年11月发现。

## 轨道参数
小行星25413的轨道半长轴为333 762 342 km（2.2310317 UA），离心率为0.175。